# 因什法德島

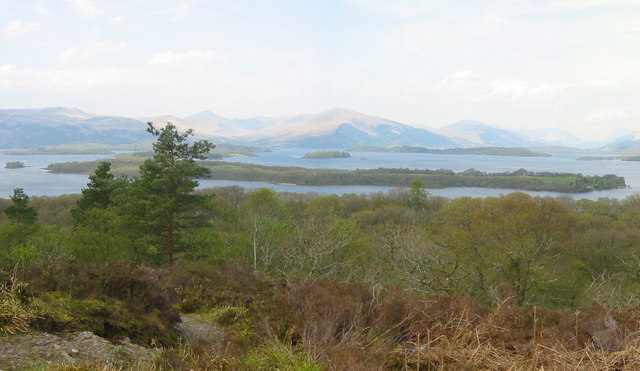

因什法德島是蘇格蘭的島嶼，位於洛蒙德湖東南部，由斯特靈負責管轄，長1.35公里，面積0.35平方公里，最高點海拔高度24米，2001年人口僅2人。

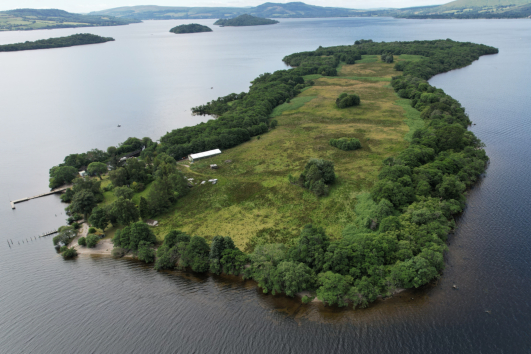

## 外部連結
- article which mentions it

56°05′N 4°34′W / 56.083°N 4.567°W